# Trichilia micrantha
Trichilia micrantha là một loài thực vật có hoa trong họ Meliaceae. Loài này được Benth. miêu tả khoa học đầu tiên năm 1851.